# Impact Is Imminent
Impact Is Imminent (с англ. — «Столкновение неизбежно») — четвёртый студийный альбом группы Exodus, вышедший в 1990 году.
Гитарист группы Гэри Холт считает, что этот альбом получился самым трэшевым из всех записанных группой ранее.

## Песни
По словам Холта, титульный трек и первая песня на альбоме направлена против пьяного вождения, а вторая песня «AWOL» — против предателей. Композиция «Lunatic Parade» — это история жизни группы на гастролях. Четвёртая песня посвящена ужасной жизни в гетто, а пятая — показушным судебным процессам в телепрограммах «People’s Court», «Divorce Court», «The Judge, You and Jury», и так далее.
Вторая сторона пластинки начинается песней «Heads They Win, Tails They Lose». Она об опасностях такой болезни, как «лудомания» — увлечение азартными играми. Следующая композиция «Only Death Decides» — о дне возмездия, вымышленная история об обманутых, оскорбленных и постоянно унижаемых. Умирая, с ужасом они понимают, что не попадут в рай, а окажутся в аду. Это песня о «Дне Страшного Суда». Трек «Changing of the Guard» посвящён революции в Румынии и казни диктатора Николае Чаушеску, падении Берлинской стены и всей политической реформе Европы. Последняя песня называется «Thrash Under Pressure»: она о том, как почётно быть трэш-группой в те дни, когда трэш-метал не моден.

## Прием
Impact is Imminent был первым альбомом Exodus на крупном лейбле Capitol Records, и группа возлагала на него большие надежды. Однако пластинка не оправдала этих надежд. Альбом был прохладно принят как критиками (писавшими рецензии наподобие: «Ещё один альбом Exodus увидел свет, и это все, что можно о нём сказать»), так и фэнами.
Пластинку критиковали за сильное однообразие. Позже, в интервью 1992 года, гитарист Гэри Холт сказал, что после перехода на крупный лейбл многие ждали, что звучание группы станет более мягким, но альбом, наоборот, получился очень жестким. «Пускай нас критикуют за излишнюю тяжесть, только не за злобное опопсение».

## Список композиций
Все песни написаны Стивом Сузой и Гэри Холтом.
1. «Impact Is Imminent» — 4:20
2. «A.W.O.L.» — 5:44
3. «The Lunatic Parade» — 4:14
4. «Within the Walls of Chaos» — 7:45
5. «Objection Overruled» — 4:34
6. «Only Death Decides» — 6:07
7. «Heads They Win (Tails You Lose)» — 7:43
8. «Changing of the Guard» — 6:49
9. «Thrash Under Pressure» — 2:38

## Участники записи
- Стив «Zetro» Соуза — вокал
- Гари Холт — гитара
- Рик Ханолт — гитара
- Роб Мак-Киллоп — бас-гитара
- Джон Темпеста — ударные

## Производство
- Записано в студиях Music Grinder и Record Two Mendocino
- Дополнительная запись в студиях Alpha & Omega, The Plant, и Earwax
- Производство — H-Team
- Звукорежиссёр — Csaba Petocz
- Сведение — Marc Senesac в студии Alpha & Omega
- Дополнительная звукорежиссура — John Bush, Lewis Demetri, Chris Fuhrman, Andy Newell и Jim McKee
- Помощники звукорежиссёра: Steve Heinke, Lawrence Ethan, Shawna Stobie, Ulrich Wild, Casey McMackin и Manny Lacarrubba
- Мастеринг — Stephen Marcussen в Precision Mastering

## Чарты
Billboard (США)
| Год  | Название чарта    | №   |
| ---- | ----------------- | --- |
| 1990 | The Billboard 200 | 137 |